# Tulburările din Ierusalim din 1920
Tulburările din Ierusalim din 1920 este un eveniment istoric desfășurat între duminică 4 și miercuri 7 aprilie 1920.
În timpul celebrării sărbătorii musulmane a profetului Moise (în limba arabă Nabi Musa), mulțimea arabă incitată la violență a atacat populația evreiască din oraș. Autoritățile militare britanice au reacționat cu oarecare pasivitate. Tulburările au provocat moartea a zece persoane și rănirea a aproape 250.
Aceste tulburări constituie prima manifestare importantă de violență între comunitățile arabă și evreiască din Palestina, în contextul conflictului naționalist în care se confruntă acestea și în secolul al XXI-lea. Evenimentele de atunci i-au determinat pe evrei să-și creeze propria organizație de apărare numită Hagana.
Există o controversă privind posibilul rol al mai multor înalți comandanți militari britanici, pe care l-ar fi avut în aceste tulburări. Ele ar fi avut scopul de a-l susține pe emirul Faisal, viitorul rege Faisal I al Irakului, înaintea Conferinței de la San Remo, care urma să înceapă în 19 aprilie pentru discutarea viitorului regiunii.

## Contextul evenimentelor

### Conflictul naționalist

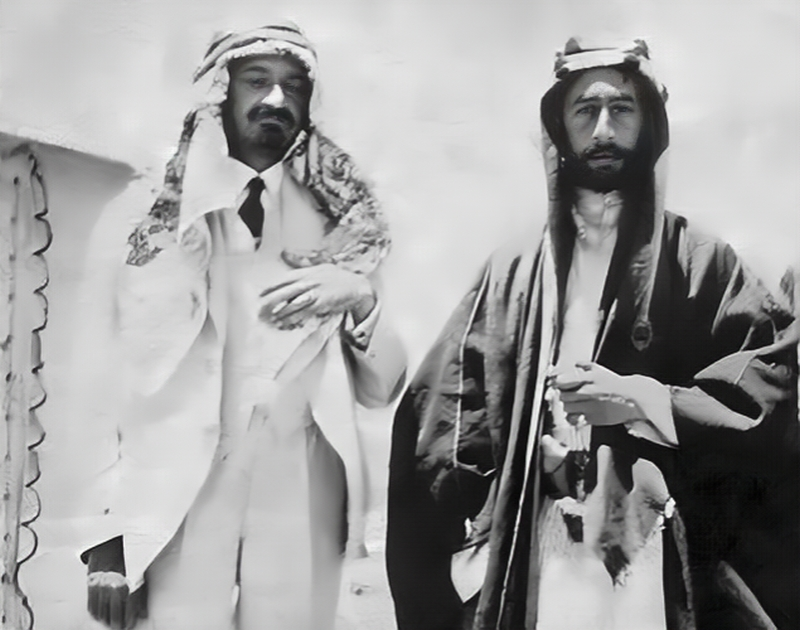
Haim Weizmann și emirul Faisal în timpul unei întâlniri din 1918.

Încă de la sfârșitul secolului al XIX-lea, mișcarea sionistă milita pentru înființarea unui „cămin național evreiesc”, preferabil în Palestina, regiunea de origine a poporului evreu. În 1917, Declarația Balfour a anunțat sprijinul britanic pentru acest proiect, în timpul în care trupele britanice comandate de generalul Edmund Allenby⁠(d) cucereau regiunea. Cu acordul guvernului britanic și recunoscută de acesta ca reprezentantă a evreilor din Palestina, în regiune s-a instalat o delagație numită Comisia sionistă, care a început să acționeze pentru crearea unei administrații sioniste care să funcționeze în paralel cu administrația militară britanică.
Arabii se opuneau mișcării sioniste și își urmăreau propriile scopuri naționale. Înainte de 1920, acestea erau în principal pan-arabe și preconizau includerea Palestinei într-un stat arab care ar fi urmat să îl aibă în fruntea sa ca rege pe emirul Faisal. Acesta condusese revolta arabă din 1916-1918 și cucerise Siria de la Imperiul Otoman. În octombrie 1915, diplomatul Henry McMahon⁠(d), care era atunci înalt comisar britanic în Egipt, îi promisese independența unui stat arab în Orientul Mijlociu, în schimbul sprijinului în războiul împotriva Imperiului Otoman. În Palestina existau circa 40 de asociații arabe care revendicau independența, se opuneau înființării unui cămin național evreiesc și cereau oprirea imigrației evreilor și a cumpărării de pământuri de către aceștia.
Britanicii au încercat să împace punctele de vedere opuse, organizând mai multe întâlniri între Haim Weizmann, unul din liderii mișcării sioniste și emirul Faisal. În 3 ianuarie 1919, ei au semnat un acord prin care Faisal consimțea la stabilirea unui cămin național evreiesc în Palestina, cu condiția ca britanicii să accepte constituirea unui „regat arab mare și independent”.
Acest acord a rămas fără urmări, și mișcarea națională arabă a luat amploare. În 1919, comisia King-Crane, trimisă de administrația SUA, a parcurs Orientul Mijlociu cu misiunea de a lua cunoștință de părerea populațiilor locale despre modul de guvernare pe care îl doresc. În acest context, liderii arabi Aref al-Aref⁠(d) și Amin al-Huseini au parcurs orașele și satele arabe din Palestina pentru a organiza manifestații în sprijinul revendicărilor naționale arabe. În 6 iunie 1919, Congresul Național Sirian⁠(d) a cerut comisiei „o independență totală și absolută” a „Siriei Mari”, pe un teritoriu care să cuprindă Siria, Libanul și Palestina, inclusiv Transiordania. În același timp a respins „pretențiile sioniste referitoare la stabilirea unui commonwealth evreiesc”. Francezii și britanicii încheiaseră în 1916, în secret, acordul Sykes-Picot, ce atribuia Franței controlul Siriei și al Libanului, și au respins cererea Congresului Național Sirian.
La sfârșitul anului 1919, armata britanică s-a retras din Damasc, lăsând trupele lui Faisal singure în fața trupelor franceze.

### Administrația britanică
După înfrângerea otomanilor, administrarea Palestinei era asigurată de armata britanică. În cadrul ei, poziția față de sionism, de evrei și de Comisia sionistă era ambiguă. Ofițerii superiori erau în general împotriva proiectului acesteia, în care vedeau o sursă de tulburări și o nedreptate în privința arabilor, dar aveau relații bune cu Comisia, precum generalul Allenby. Alți ofițeri, mai degrabă favorabili proiectului sionist, dar care trebuiau să gestioneze relațiile cu comisia în problemele cotidiene, aveau conflicte cu aceasta, precum colonelul Ronald Storrs⁠(d), guvernatorul Ierusalimului, sau generalul Louis Bols⁠(d). Mai mulți ofițeri erau în mod deschis antisemiți și, prin urmare, se opuneau sionismului.

### Amplificarea violenței

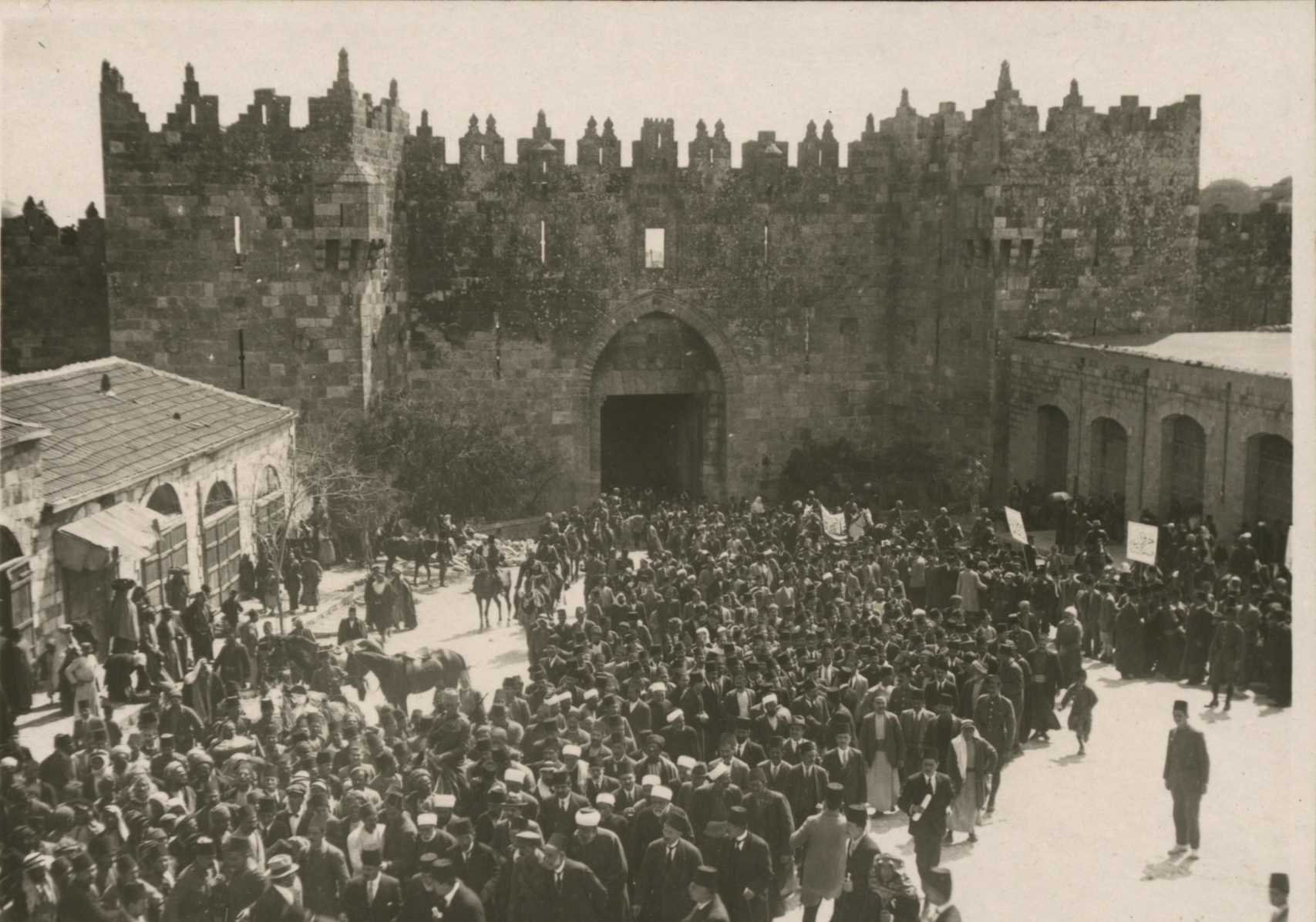
Manifestație antisionistă la Poarta Damascului din Ierusalim, 8 martie 1920.

În 1919, organizarea luptei arabilor împotriva sionismului a fost discutată în mai multe conferințe. În timpul iernii, liderii arabi au organizat manifestații pentru independența Siriei Mari, autorizate de autoritățile britanice, cu mai multe mii de manifestanți, și care s-au desfășurat în general pașnic.
În nordul Galileei exista o zonă care nu era practic controlată nici de britanici, nici de francezi. Aici erau sate arabe și patru colonii agricole evreiești. În decembrie 1919, niște arabi au omorât un evreu din colonia Tel Hai⁠(d), apoi încă unul în februarie 1920.
La 1 martie, colonia Tel Hai a fost puternic atacată, dar a rezistat. Au căzut mai mulți arabi și câțiva evrei, printre care Iosef Trumpeldor, comandantul lor, care a devenit ulterior celebru ca erou în istoria Israelului. Totuși, cele patru colonii au fost retrase, în ideea că nu vor putea rezista mai departe. Luptele de acolo au dat ocazia la diverse zvonuri. În Ierusalimul arab, de exemplu, circula acela că fuseseră omorâți 1.600 de evrei.
Cu câteva zile mai târziu, în ciuda antisionismului tot mai afirmat al populației arabe, generalul Louis Bols, a declarat unui ziar arab că guvernul britanic va aplica declarația Balfour. În 7 martie, la Damasc, Congresul Național Sirian l-a proclamat pe Faisal rege al Siriei Mari, care includea teoretic Palestina. Haim Weizmann vedea în aceste evenimente un complot organizat de militari britanici împotriva sioniștilor.
În 7 și 8 martie au avut loc manifestații în toate orașele din Palestina, magazinele au fost închise și mai mulți evrei au fost agresați. Se puteau citi lozinci ca „Moarte evreilor” sau „Palestina e pământul nostru și evreii câinii noștri!”.
În 12 martie, Zeev Jabotinski, unul din conducătorii sioniști, l-a avertizat pe Haim Weizmann că „se poate produce un pogrom de la o zi la alta”.

### Grupul lui Jabotinski

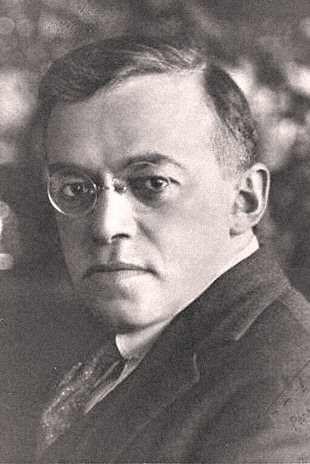
Zeev Jabotinski

Jabotinski organizase în mare parte Legiunea evreiască⁠(d) ce participase alături de britanici în război. Începând cu toamna lui 1919, după desființarea acesteia, Jabotinski a început să organizeze un grup de apărare în cadrul clubului sportiv Maccabi din Ierusalim. Acesta cuprindea între 200 și 500 de membri care făceau instrucție fără arme reale. După istoricul israelian Benny Morris, o făceau deschis și chiar defilau, pentru a provoca o reacție a autorităților britanice. Comisia sionistă le-a informat despre acest grup și a cerut înarmarea lui, dar britanicii au refuzat. Totuși, grupul dispunea de unele arme ascunse: cincizeci de puști, precum și pistoale și grenade, care proveneau mai ales de la foști soldați din batalionul american al Legiunii evreiești. 
Istoricul canadian Neil Caplan vorbește despre „armata lui Jabotinski” și afirmă că aceasta voia să-și demonstreze forța față de arabi, mai ales în 27 martie, când a făcut instrucție pe Muntele Măslinilor, apoi un marș în formație pe străzile Ierusalimului.

### Sărbătoarea profetului Moise
Conform tradiției, această sărbătoare anuală ar fi fost inițiată de sultanul Saladin (1138-1193) și destinată să aibă loc în timpul Paștelui creștin, pentru a nu da impresia că islamul lasă „creștinii să invadeze orașul”, pentru că atunci se adunau mulți creștini la Ierusalim. Cu această ocazie, mai multe zeci de mii de musulmani din Palestina și din țările învecinate făceau un pelerinaj la Ierusalim, pornind de la presupusul mormânt al lui Moise din apropierea Ierihonului.
În timpul dominației otomane, autoritățile aveau obiceiul să pună în poziție un tun la Poarta Leilor⁠(d) și să escorteze procesiunea cu mai multe mii de soldați și polițiști. În 1919, sărbătoarea s-a desfășurat pașnic, violențele antisioniste fiind evitate prin măsuri militare „draconice”.
Înaintea sărbătorii din aprilie 1920, Comisia sionistă a atras de mai multe ori atenția autorităților britanice asupra tensiunii care domnea în Ierusalim. Generalii Bols și Allenby au asigurat-o că forțele lor sunt gata pentru orice eventualitate, iar guvernatorul Ierusalimului, Ronald Storrs a afirmat că vor fi luate toate măsurile pentru ca sărbătoarea să nu degenereze în tulburări, dar guvernatorul dispunea numai de 188 de oameni, majoritatea indieni, cu numai opt ofițeri.

## Evenimentele

### Tulburările

#### Duminică 4 aprilie

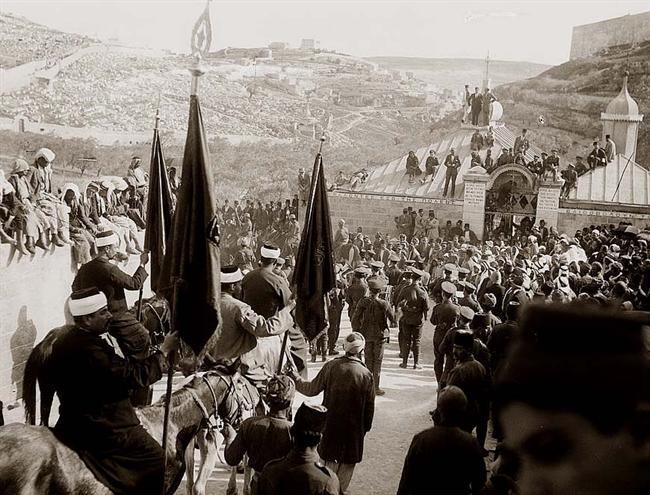
Sărbătoarea profetului Moise la Ierusalim, la începutul lui aprilie 1920.

Festivitățile încep pașnic în 2 aprilie.
Duminică, în 4 aprilie, dimineața, circa 70.000 de oameni se adună în piața centrală a orașului cu steaguri. Din cauza zgomotului, oficialii adunați pe balconul Clubului arab nu își pot citi discursurile. Dar la primărie, primarul Ierusalimului, Musa al-Huseini⁠(d) îndeamnă mulțimea să lupte pentru Palestina. Aref al-Aref⁠(d), editorul ziarului Suriya al-Janubia, călare pe cal, declară: „Dacă cu folosim forța împotriva sioniștilor și a evreilor, nu vom termina cu ei niciodată!” Sunt agitate portrete ale lui Faisal. Mulțimea răspunde scandând „Independență! Independență!”. Amin al-Huseini, pe atunci simplu activist palestinian, frate al muftiului Ierusalimului, incită și el mulțimea la violență.
Între timp au loc primele acte violente la vest de zidurile Orașului Vechi, pe drumul către Iafa, apoi mulțimea revine către cartierul evreiesc. Către ora 9:30, niște grupuri de arabi parcurg străzile cartierului și atacă magazine și trecători. Conform mărturiei scriitorului și omului politic palestinian Khalil Sakakini⁠(d) în autobiografia sa, deseori citată de istorici,
„a izbucnit violența, oamenii au început să alerge în toate părțile și să arunce cu pietre în evrei. Magazinele se închideau și se auzeau țipete. [...] Am văzut un soldat sionist murdărit de praf și sânge. [...] După aceea am zărit un locuitor din Hebron apropiindu-se de un mic lustragiu evreu care se refugiase după un sac într-un colț al zidurilor nu departe de Poarta Iafei; i-a luat lădița și l-a lovit cu ea în cap. Acesta țipa și a început să fugă, cu capul însângerat, apoi agresorul l-a lăsat și s-a întors în procesiune. [...] Răzmerița a atins paroxismul. Toți strigau «religia lui Mahomed s-a născut cu sabia». [...] nebunia omenirii îmi dă greață și îmi sfâșie sufletul.”
Polițiștii arabi răspunzători de Orașul Vechi nu intervin, ba chiar participă la violențe. Totuși, unii evrei se pot refugia la vecinii lor arabi.
Guvernatorul Storrs este în biroul lui când ia cunoștință despre evenimentele care se desfășoară aproape de Poarta Iafei. Se duce în grabă la cartierul general britanic, unde generalul Bols a convocat o reuniune de urgență. În acel moment, ajunge acolo și Haim Weizmann, „extrem de enervat și furios”, cerând să fie restabilită ordinea. Dar britanicii nu pot face mare lucru, date fiind forțele slabe pe care le au.
Către amiază, Jabotinski se întâlnește cu Storrs pe stradă. Cei doi se cunosc personal și Storrs îl apreciază pe Jabotinski. Acesta îi cere lui Storrs permisiunea să-și desfășoare grupul de apărare. Guvernatorul refuză și îi ordonă să-i predea armele pe care le are asupra lui și să predea îndată armele ascunse de grup, amenințându-l cu arestarea. Totuși, în cursul după-amiezii, ei discută despre posibilitatea de a crea o unitate evreiască de supraveghere, hotărându-se în final să fie înrolați 200 de voluntari ca adjuncți, dar în timp ce aceștia sunt echipați, un ordin anulează operația și sunt trimiși acasă.
Totuși, mai multe grupuri de evrei patrulează dincolo de ziduri în Ierusalimul de Vest. Unele, înarmate cu bâte și bare de fier, încearcă să pătrundă în Orașul Vechi, dar sunt opriți de soldați britanici.
În timpul nopții sunt arestați mai multe zeci de arabi violenți dar sunt eliberați a doua zi cu motivul să poată participa la rugăciune.

#### Luni 5 aprilie

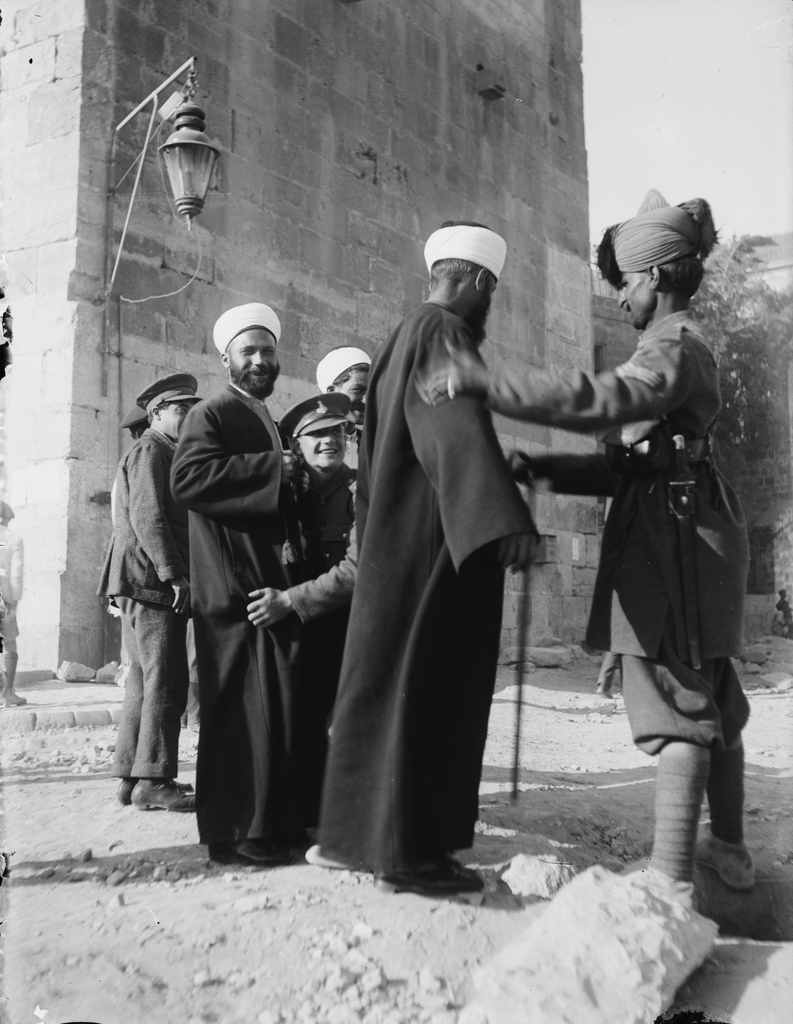
Controlarea unor civili arabi (aici clerici) în timpul tulburărilor.

Tulburările reîncep. Grupurile de apărare evreiești care vor să intre în Orașul Vechi sunt din nou respinse. Arabii violenți continuă să atace evrei și le jefuiesc locuințele. Istoricul israelian Tom Segev⁠(d) dă exemplul unor arabi care atacă o ieșiva (școală religioasă) și sfâșie sulurile de Tora de acolo, apoi sunt înjunghiați doi oameni pe stradă.
Orașul Vechi este închis și nu se mai poate nici intra, nici ieși. În final, spre seară se instituie legea marțială și Storrs trimite o subunitate indiană să-i împrăștie pe arabi. În timpul nopții, „în mod inexplicabil”, decide totuși ca aceasta să fie retrasă.

#### Marți 6 aprilie

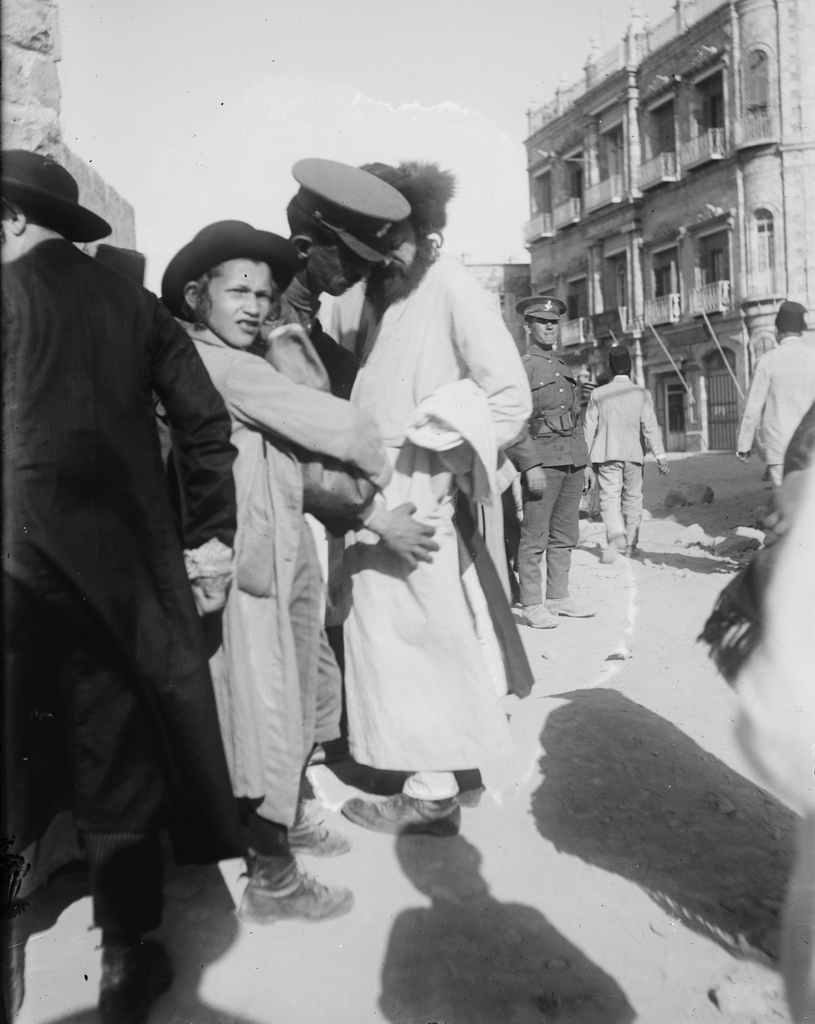
Civili evrei (aici și un rabin) controlați în timpul tulburărilor.

Tulburările continuă, dar scad în intensitate. Totuși, violenții pătrund într-o casă pe care o asediau de mai multe zile, îi bat pe locatari, îl rănesc grav pe capul familiei și le violează pe cele două fiice ale acestuia.
Doi oameni ai lui Jabotinski, înarmați, reușesc să intre în zonă deghizați în infirmieri. Organizează apărarea sfătuindu-i pe locuitori să arunce apă clocotită pe atacatori, și contribuie la evacuarea a circa 300 de evrei.
În afara Orașului Vechi, membri ai organizației lui Jabotinski au un schimb de focuri cu niște romi care își au tabăra între două cartiere evreiești.
Sunt trimiși soldați britanici să ia armele evreilor. Nu găsesc la Haim Weizmann, dar la Jabotinski descoperă trei puști, două revolvere și 250 de cartușe. Sunt arestați 19 evrei, dar nu și Jabotinski. Acesta cere să fie arestat și el, ceea ce i se refuză. În orele următoare este totuși arestat, eliberat, apoi din nou arestat.
Ordinea este restabilită în 7 aprilie.

### Bilanțul evenimentelor

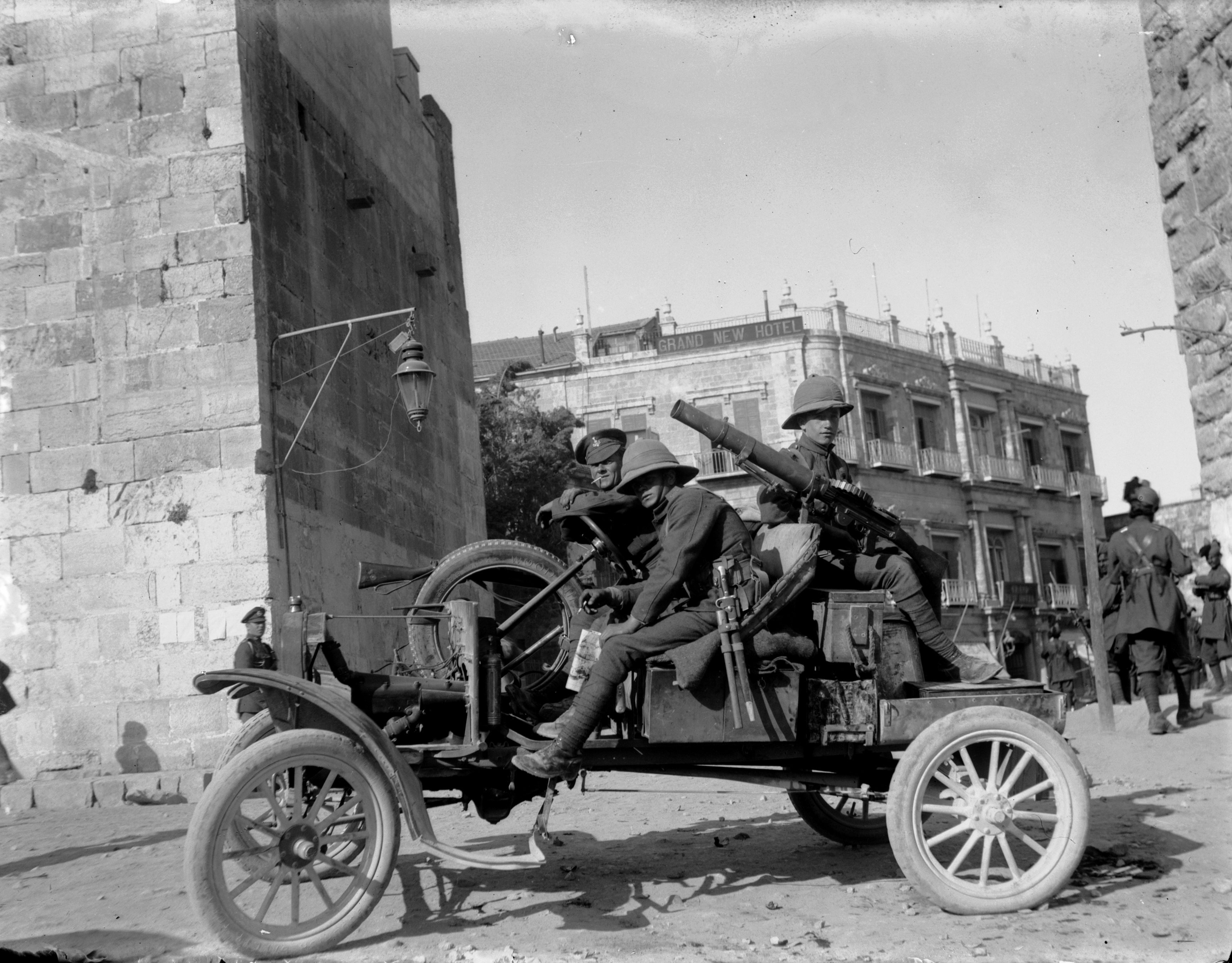
Soldați britanici cu o mitralieră postați la Poarta Iafei în 8 aprilie 1920

Tulburările au făcut cinci morți și 216 răniți evrei, printre care 18 în stare gravă; patru morți și 23 de răniți arabi, dintre care unul în stare gravă. Două evreice au fost violate. Șapte soldați britanici au fost răniți. Au fost distruse numeroase bunuri materiale, printre care mai multe sinagogi. Istoricul francez Henry Laurens subliniază că „majoritatea victimelor evreiești erau religioși antisioniști, martiri ai unei cauze pe care o respingeau”.
Benny Morris amintește și despre moartea unui „pilot din armata britanică ce se găsește acolo întâmplător [...] omorât cu lovituri de baston”, dar acest deces nu apare în bilanțurile altor istorici. Istoricul mai subliniază că nu a fost omorât niciun evreu din cartierele din Ierusalimul de Vest în care a patrulat „grupul lui Jabotinski”.

### Primele reacții
În 6 aprilie, conducătorii arabi au înaintat generalului Bols un memorandum în care îi făceau răspunzători pentru evenimente pe niște tineri sioniști care ar fi „proferat blesteme și blasfemii” la adresa unor șefi religioși musulmani și ar fi „masacrat” musulmani și creștini, printre care femei și copii. Pentru a-i liniști, autoritățile militare britanice au oprit imigrația evreilor și au făcut descinderi în casele și birourile sioniștilor, printre care în cele ale Haim Weizmann și Jabotinski.
Au existat relatări ale presei străine despre evenimente, dar cenzurate de militari. Abia în 13 sau 14 aprilie a fost ridicată cenzura și a apărut o primă versiune evreiască a evenimentelor în SUA și în Marea Britanie, precum și o versiune arabă, care dădea vina pe evrei.

### Sancțiuni
Aref al-Aref și Amin al-Huseini au fost condamnați la 10 ani închisoare pentru incitare la violență, dar în lipsă, pentru că fugiseră în Siria (sau în Transiordania) înainte de a putea fi arestați. Primarul Ierusalimului, Musa al-Huseini a fost constrâns de guvernator să demisioneze, fiind înlocuit cu Raghib al-Nașașibi⁠(d), un membru de seamă al unei familii opuse celei a lui Huseini.
Jabotinski a fost judecat pentru posedarea de arme de foc și tulburarea ordinii publice. Storrs a fost citat să depună mărturie împotriva lui, dar a declarat că „nu-și aduce aminte” să fi auzit de „grupul de apărare” al acuzatului. Până la urmă, acesta a fost condamnat la 15 ani închisoare. A fost dus cu trenul în Egipt, dar abia ajuns, a fost dus înapoi în Palestina, la închisoarea din Acra.
Au mai fost arestate circa 200 de persoane. Un arab acuzat de viol a fost condamnat la 15 ani închisoare. Printre acuzați au fost și 39 de evrei, membri ai grupului lui Jabotinski. 19 dintre ei au fost condamnați la trei ani închisoare. Majoritatea arabilor judecați au fost condamnați la pedepse ușoare.
Condamnarea evreilor și mai ales a lui Jabotinski a provocat proteste în Palestina, precum și în ziarele britanice și Parlamentul britanic. Generalul Walter Norris Congreve⁠(d), comandantul forțelor britanice din Egipt, a redus la un an pedeapsa lui Jabotinski și la șase luni pe a celorlalți evrei condamnați. Totuși, evreii nu s-au mulțumit cu această situație. A fost organizată o manifestație la Tel-Aviv și câteva sute de credincioși, printre care Abraham Isaac Kook, viitorul șef rabin al Palestinei, au întrerupt sărbătorirea Pesahului semnând o petiție pentru eliberarea lui Jabotinski. Ar fi fost chiar conceput un plan pentru atacarea închisorii din Acra. Întors la Londra după conferința de la San Remo, și Weizmann a acționat pentru eliberarea lui. Winston Churchill, pe atunci secretar de stat pentru colonii, i-a promis că va fi eliberat de Herbert Samuel, noul înalt comisar numit în Palestina. În 8 iulie, la câteva zile după sosirea sa în Palestina, Herbert Samuel a decretat o amnistie generală.

### Stabilirea responsabilităților
În mai, britanicii au însărcinat o comisie de anchetă condusă de generalul Philip Palin⁠(d) cu studierea tulburărilor. Comisia mai era compusă din încă un general, un colonel și un jurist. Au fost ascultați 152 de martori.
Criticilor care i s-au adus de către comisie, Ronald Storrs a răspuns că trebuie înțelese condițiile dificile din Orașul Vechi cu străduțele sale înguste și scările pe unde nu pot trece nici vehicule, nici cai, și unde poate fi masacrată o familie întreagă la 100 de pași de un post de poliție, fără ca polițiștii să-și dea seama. A subliniat de asemenea că forțele de care dispunea erau slabe, compuse în majoritate din indieni, nu erau antrenate în mod corespunzător și nu aveau experiență.
Comisia de anchetă a conchis că guvernatorul Storrs este răspunzător prin „exces de încredere”, adică prin faptul că a crezut suficientă prezența poliției pentru menținerea ordinii în timpul procesiunii, așa cum a fost în anul precedent. Comisia a criticat sever ca „o mare greșeală” retragerea polițiștilor în 5 aprilie.
Comisia a afirmat de asemenea răspunderea arabilor și a criticat autoritățile că la început au dat vina pe evrei.
În raportul comisiei apare și concluzia că, fără nicio îndoială, la originea tuturor problemelor se află declarația Balfour, sioniștii interpretând-o ca afirmarea dreptului să înființeze un stat evreiesc. În el se mai estimează că Haim Weizmann, un moderat, a pierdut controlul asupra mișcării sioniste, care a devenit dominată de elemente extremiste. De asemenea, descrie mișcarea sionistă ca naționalistă și dictatorială, cu un plan clar de a-i expulza pe arabi din Palestina, trăgând concluzia că temerile arabilor erau întemeiate.
Istoricul Benny Morris, ca și comisia, nu pune accentul pe răspunderea lui Storrs, ci pe faptul că aceasta „pune în lumină [că] toate elementele arată că aceste atacuri au fost lașe și perfide, având drept țintă mai ales bătrâni, femei și copii, [atacați] deseori pe la spate”.
În mod general, Tom Segev este critic la adresa raportului. Consideră că acesta este prea indulgent cu guvernatorul, că nu a fost vorba de „exces de încredere” din partea lui, ci de „aroganță” și „neglijență criminală”. Istoricul mai subliniază și incoerențele sale, de exemplu asocierea lui Jabotinski cu bolșevismul, deși acesta era „un antisocialist feroce”. Mai reproșează raportului că mai mult de jumătate din el este o introducere istorică despre Palestina, începând cu antichitatea. Îl judecă drept un „document fără inteligență” și subliniază faptul nici nu n-a fost publicat.

## Divergențe de opinie despre evenimente
Evenimentele sunt prezentate diferit în diferite surse.
Unii istorici le numesc „tulburări”, alții vorbesc despre pogrom. Benny Morris nuanțează calificarea lor, scriind că „cele trei zile de tulburări seamănă pur și simplu cu un pogrom”. Istoricul american de origine palestiniană Rashid Khalidi⁠(d) îi pune pe același plan pe arabi și pe sioniști, care „s-au înfruntat în ziua sărbătorii musulmane a profetului Moise”, și pune la îndoială implicarea lui Amin al-Huseini.
Autoritățile britanice au prezentat tulburările numai ca un fenomen „cataclismic”.

### A fost un pogrom sau nu?
În epocă, liderii sioniști au asimilat evenimentele cu un pogrom, implicând în această denumire, în funcție de lider, un grad mai mare sau mai mic de complicitate a autorităților britanice cu arabii violenți.
Tom Segev relatează dialogul care a avut loc când Storrs s-a dus la Menahem Usîșkin⁠(d), președintele comisiei sioniste, ca să-și exprime regretele în urma „tragediei”. Acesta i-a replicat că nu este vorba de o „tragedie”, ci de un „pogrom”, ceea ce guvernatorul a refuzat să accepte, căci „el știe [...] că un pogrom [este] un atac împotriva evreilor sub auspiciile autorităților”. Dar Usîșkin a insistat. I-a explicat lui Storrs că el este „expert în pogromuri” și că din punctul lui de vedere nu este nicio deosebire între tulburările din Ierusalim și pogromurile de la Chișinău. A adăugat că îl afectează „trădarea”, spunând că „istoria își va aduce aminte că pogromul s-a produs în timpul serviciului lui Ronald Storrs”.
Într-o scrisoare către soția sa, Haim Weizmann scria: „Dacă poate nu e adevărat că englezii au organizat pogromul, ei au jucat fără îndoială un rol pasiv în acesta”.
Colonelul Richard Meinertzhagen⁠(d), în perioada tulburărilor ofițerul șef de informații al generalului Allenby la Cairo, scrie în jurnalul său publicat în 1959:
„ În timpul Paștelui din 1920 s-au desfășurat tulburări antievreiești în Ierusalim. Ceremoniile religioase au luat un aspect politic. Am primit mai multe avertizări că ar putea să se producă tulburări și i-am prevenit pe generalul Bols și pe Waters-Taylor. Aveam și dovezi evidente că Hadj Amin al-Huseini (care a devenit mai târziu muftiu al Ierusalimului) îi incită pe arabi în Ierusalim... Am considerat că aceste evenimente au fost o replică exactă în miniatură a unui pogrom.”
În descrierea evenimentelor, Benny Morris amintește că, trecând pe lângă casa lui Ronald Storrs, mulțimea, „crezând că ghicește starea de spirit care domnește [acolo]”, striga Al-Dawla ma'ana („Guvernul e cu noi”). Subliniază de asemenea distrugerea mai multor sinagogi în cursul tulburărilor.
Tom Segev relatează mărturia a doi evrei care în timpul tulburărilor, în Orașul Vechi, s-au nimerit la un moment dat într-un „nor de pene”, când niște arabi sfâșiau pernele și plăpumile victimelor lor, un „semn bine cunoscut” că se desfășoară un pogrom. Mai relatează și mărturia unui rabin căruia i-au sfâșiat sulurile de Tora.
În urma arestărilor și pedepselor cu închisoarea date unor evrei, aceștia considerau că „modul [echivalent] în care britanicii [tratează] arabii violenți și pe cei care se apără de ei nu diferă cu nimic de atitudinea rușilor în timpul pogromurilor”.

### Complicitatea britanică
Există o controversă despre rolul mai multor ofițeri britanici care ar fi favorizat tulburările din timpul sărbătorii profetului Moise, ba chiar ar fi instigat la ele. Aceste acuzații sunt relatate de cei mai mulți istorici,, fiind bazate pe mărturia lui Meinertzhagen. Tulburările ar fi fost orchestrate cu scopul de a influența în favoarea emirului Faisal și a aspirațiilor arabe conferința de la San Remo care urma să se țină cu 15 zile mai târziu.
Mai mulți ofițeri britanici erau de partea cauzei arabe, în ciuda politicii Marii Britanii. Benny Morris menționează că în 20 ianuarie 1920, colonelul Bertie Waters-Taylor, șeful statului major al generalului Allenby, l-a încurajat pe Faisal să revendice o „Sirie întreagă” și că în martie, generalul Bols a telegrafiat sfătuind Londra să recunoască suveranitatea regelui.
După Meinertzhaghen, în miercurea dinaintea sărbătorii, Waters-Taylor l-a contactat pe Amin al-Huseini, spunându-i că există „o mare ocazie [...] de a arăta lumii că arabii nu vor tolera dominația evreiască în Palestina, că sionismul [este] nepopular nu numai în sânul administrației [...], ci și la Whitehall; că dacă se produc tulburări de o violență suficientă de Paște la Ierusalim, atât generalul Bols, cât și generalul Allenby vor lua poziție pentru abandonarea [proiectului] căminului evreiesc”.
În urma evenimentelor, și Comisia sionistă i-a bănuit de complicitate pe britanici și a relevat elemente ce indică organizarea tulburărilor. A afirmat, de exemplu, că negustorii creștini și-au însemnat dinainte magazinele cu cruci, ca să se distingă de cele ale evreilor. L-au acuzat și pe Ronald Storrs că ar fi suflat pe jăraticul tensiunilor dintre evrei și arabi după metoda britanică „dezbină și stăpânește”.
Când în 14 aprilie Meinertzhagen și-a raportat informațiile ministerului de externe și l-a acuzat pe Allenby că nu respectă politica britanică oficială în Palestina, a izbucnit scandalul. Allenby a amenințat că demisionează, iar Meinertzhagen a trebuit să-și părăsească postul. În urma șocului provocat de raportul lui Meinertzhagen, Londra a hotărât să înlocuiască administrația militară cu una civilă, iar colonelul Waters-Taylor și generalul Bols au fost demiși din funcțiile lor în Palestina.
Tom Segev nu pare convins de sinceritatea lui Meinertzhagen. Arată că acesta avea motive să-i facă răspunzători de tulburări pe colegii lui, căci cu câteva zile înainte de evenimente a scris ministerului de externe că nu prevede nicio tulburare imediată în Palestina. Istoricul consideră de asemenea că relatarea despre evenimente făcută în jurnalul publicat în 1959 este o „sursă îndoielnică pentru o acuzație atât de serioasă”. Totuși, Segev conchide că aceste acuzații reprezentau în epocă o părere generală. În schimb Benny Morris nu pune la îndoială versiunea lui Meinertzhagen, iar istoricul israelian Samuel Katz⁠(d) face din ea punctul central al istoricului faptelor.

## Consecințe
Tulburările de sărbătoarea profetului Moise au avut numeroase consecințe directe și indirecte pentru viitorul Palestinei, relațiile dintre evrei și arabi și mai mulți protagoniști ai epocii.

### Conferința de la San Remo
După istoricul american Howard Sachar⁠(d), instigatorii tulburărilor au avut „obiectivul [politic] clar” de a influența aliații din război în cursul conferinței de la San Remo, când mai mulți membri ai Societății Națiunilor urmau să decidă viitorul fostelor teritorii ale Imperiului Otoman, din care făceau parte Siria, Libanul și Palestina revendicate de Faisal.
Tulburările nu au avut nicio influență pozitivă pentru arabi. Hotărârea adoptată la conferință a confirmat declarația Balfour despre stabilirea unui „cămin național evreiesc” în Palestina. În plus, pentru a deveni primul înalt comisar al viitorului mandat britanic asupra Palestinei, la conferință a fost desemnat Herbert Samuel, un evreu adept al sionismului..

### Sfârșitul administrației militare

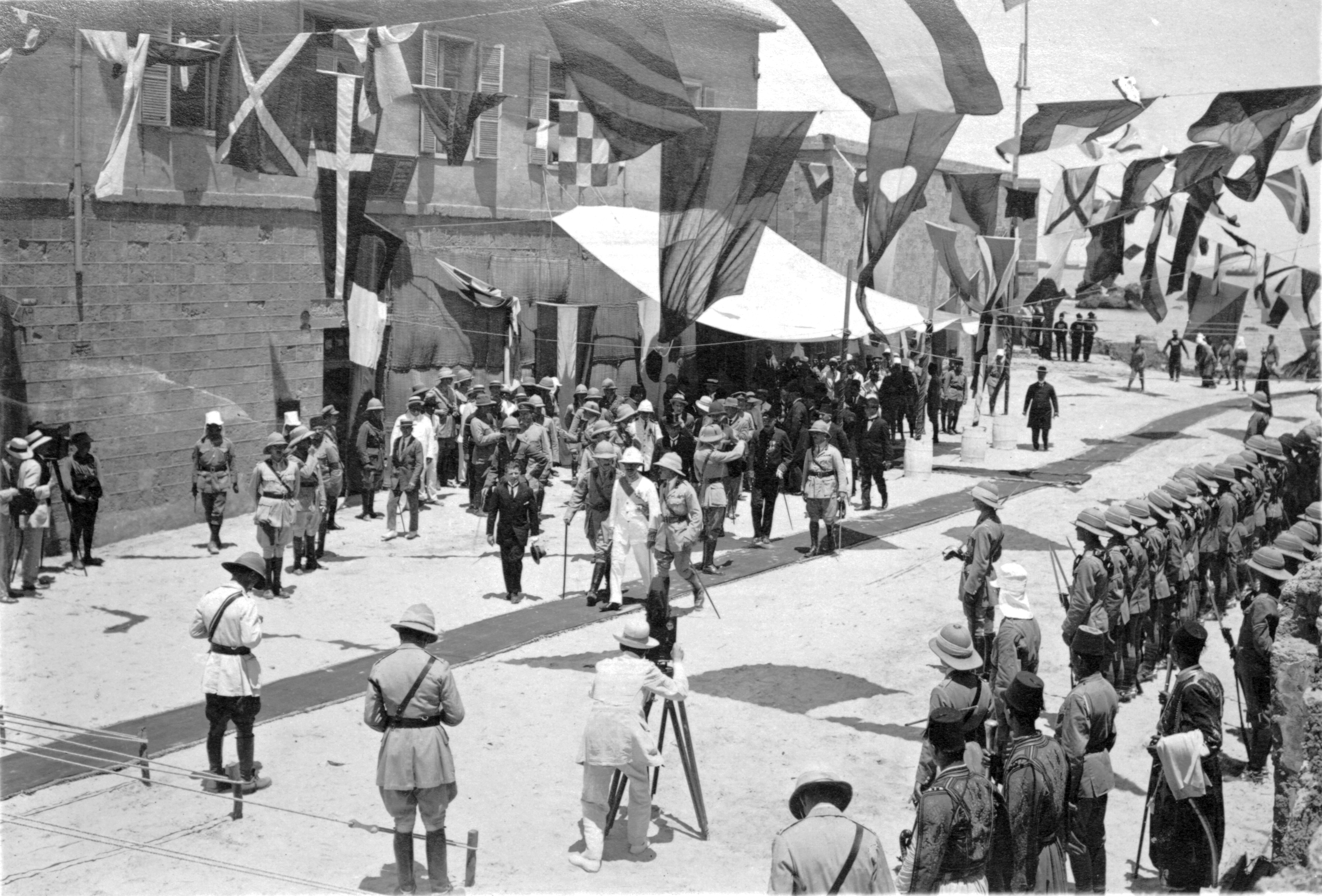
Sosirea la Iafa a lui Herbert Samuel, primul înalt comisar britanic al Palestinei mandatare (iulie 1920).

Mai mulți istorici văd în tulburări una din cauzele deciziei britanice de a trece în Palestina de la o administrație militară la una civilă. Tom Segev explică aceasta prin „șocul provocat de tulburări” și prin faptul că Haim Weizmann a fost un martor direct al lor. După Howard Sachar, șocul provocat asupra opiniei publice britanice de către acuzațiile aduse împotriva administrației militare este cel care a făcut ca Londra să anunțe în 29 aprilie desființarea regimului militar în favoarea unei administrații civile provizorii.

### Apariția ideii naționale palestiniene
Înainte de 1920 se poate vorbi despre ideea unei națiuni arabe. Reprezentanții ei susțineau ideea unei Sirii Mari care să includă Palestina. Însă în primele luni ale lui 1920 a început să se contureze o idee națională palestiniană distinctă, pentru o Palestină independentă. În iulie, acest reviriment ideologic era îndeplinit.
Tulburările din Ierusalim nu erau singurul factor care a contribuit la această evoluție. Benny Morris citează și „zvonurile despre o revoltă antibritanică ce nu s-a realizat”, „fuga lui Amin al-Huseini”, „aprobarea mandatului britanic la San Remo”, „înființarea unei administrații civile, provocate în parte de tulburări” și „expulzarea guvernului Faisal din Damasc”. În august, Musa al-Huseini declara colegilor săi: „Acum, după evenimentele recente din Damasc, trebuie să revedem în profunzime planurile noastre pentru acest pământ. Siria de Sud nu mai există. Trebuie să apărăm Palestina”.

### Relațiile dintre evrei și arabi
După tulburări, relațiile dintre evrei și arabi s-au înrăutăți considerabil. Neil Caplan subliniază resentimentul evreilor față de arabi, vorbind despre „repulsia morală [...] față de mâinile care au făcut să curgă sânge evreiesc”. El relatează incidente și tensiuni, precum refuzul lui Menahem Usîșkin de a da mâna cu muftiul Ierusalimului Kamil al-Huseini, fratele pe jumătate al lui Amin al-Huseini, la o întâlnire în casa guvernatorului, sau reticența angajaților evrei și arab ai administrației de a se privi în ochi după tulburări.
Evreii din Palestina percepeau evenimentele ca un conflict între două națiuni. După tulburări au fost publicate mai multe articole în acest sens în ziarul Haaretz. Iosef Klausner scria:
„Arabii fac o mare greșeală dacă își închipuie că ne pot provoca la război și că vor câștiga ușor pentru că suntem puțini. Campania noastră le va îngloba pe cele 13 milioane de evrei din toate țările lumii. Și toată lumea știe câți șefi de stat, câți decidenți politici, câte persoane de o mare înțelepciune, cu o mare bogăție și o mare influență avem în Europa și în America.”
Istoricul american Walter Laqueur consideră că tulburările din 1920, apoi cele din Palestina mandatară din 1921 au provocat un reviriment în modul în care sioniștii vedeau relațiile cu arabii. El dă ca exemplu comportamentul unui apropiat al lui Haim Weizmann, David Eder⁠(d), care juca în epocă rolul de „reprezentant diplomatic al organizației sioniste”. Înainte de evenimente, acesta avea în vedere „o colaborare [cu arabii] cu scopul integrării unui cămin național evreiesc în statele federate ale Orientului Mijlociu” și afirma că „evreii nu trebuie să se separe de arabi; Tel-Avivul nu trebuie să devină un simbol al exclusivității evreiești; evreii trebuie să trateze lumea arabă în ansamblu [și] să arate același respect pentru aspirațiile naționaliste arabe ca cel pe care îl cer pentru ale lor”. După tulburări, opinia sa s-a schimbat. În fața comisiei de anchetă a declarat că „nu poate exista decât un singur cămin național în Palestina, fără un parteneriat de la egal la egal, ci numai cu o predominanță a evreilor îndată ce numărul lor va crește suficient.”.
Reacția de adoptat era controversată printre conducătorii sioniști. Unii dintre aceștia erau pentru înființarea unei forțe armate, dar alții considerau că aceasta ar duce la confruntări violente, pe care voiau să le evite.

### Marginalizarea lui Zeev Jabotinski
Jabotinski nu a fost mulțumit de eforturile întreprinse pentru eliberarea lui. El cerea ca aceasta să fie „imediată” și „spectaculoasă”, însoțită de sancționarea arabilor violenți și a ofițerilor britanici responsabili. A făcut apel la Comisia sionistă să se asocieze cu el și să demisioneze dacă nu sunt îndeplinite condițiile lor. Când comisia a refuzat, de teamă că britanicii ar putea să refuze și ea să fie nevoită să demisioneze, Jabotinski a scris o scrisoare deschisă către toți evreii din Palestina, în care declara:
„Nu este nimic mai supărător și mai umilitor decât să fii în închisoare pentru că ai slujit un public care te-a uitat. [...] Desigur, voi citiți toate articolele care ne sunt consacrate. Desigur, voi cumpărați fotografiile noastre și ne trimiteți din când în când câte o telegramă. Dar voi știți bine că toate acestea sunt fleacuri. În realitate ați renunțat la luptă.”
Conducerea sionistă a considerat periculoasă atitudinea lui Jabotinski. Unul dintre apropiații săi cu care a organizat „grupul de apărare” din Ierusalim, i-a scris:
„Nu avem dreptul într-un ceas critic să manifestăm dispreț pentru conducătorii și instituțiile noastre, chiar dacă conducătorii și instituțiile noastre nu sunt la înălțime. [...] Nu avem dreptul să demoralizăm masele, să propagăm anarhia, să semănăm disperarea și, ceea ce e mai rău, să semănăm iluzii.”
Haim Weizmann și David Eder se îndoiau chiar de sănătatea lui mintală. Când a aflat că este avut în vedere un atac asupra închisorii din Acra, Weizmann s-a înfuriat, spunând că „o evadare ar putea marca începutul dictaturii lui Jabotinski”. El scria:
„Din înaltul Sionului îi va îndemna pe evrei la luptă împotriva perfidului Albion, a lui Herbert Samuel [și] a organizației sioniste, care i-au vândut pe evrei etc., etc. Toată această demagogie greoaie, aventuroasă și pseudo-eroică este respingătoare și fără valoare. În spatele ei se ascund fără nicio îndoială meschine ambiții primare.”
În urma acestor incidente, deși fusese principalul organizator al formației sale, lui Jabotinski și oamenilor lui nu li s-a încredințat nicio funcție în cadrul viitoarei armate a evreilor, Hagana.

### Înființarea Hagana
Nucleul Hagana a fost grupul înființat de Jabotinski în februarie 1920. De altfel, mai mulți istorici folosesc denumirea Hagana când vorbesc despre acel grup, deși atunci încă nu avea acest nume. Teama să nu se repete același tip de incidente ca în aprilie 1920 i-a făcut pe conducătorii sioniști să organizeze și să dezvolte din acest embrion o structură de apărare comună pentru evreii din Palestina.
În iunie, într-o primă reuniune pe această temă, pe când Jabotinski era în închisoare, s-a discutat despre jurisdicția sub care trebuia să fie organizația militară. Părerea reprezentanților Hașomer⁠(d), o organizație de apărare mai veche a coloniilor evreiești, Hagana trebuia să fie independentă, liberă de orice supraveghere, dar grupul condus de Eliahu Golomb⁠(d), fost soldat în Legiunea evreiască, a susținut supravegherea ei civilă de către conducerea sionistă.
Jabotinski era de altă părere. După eliberarea lui, a reluat ideea ca, precum mai înainte Legiunea evreiască, Hagana, să fie plasată sub jurisdicție britanică și să facă parte integrantă din sistemul mandatului, altfel, fiind ilegală și clandestină, nu putea fi echipată și instruită corect.
În decembrie 1920, conducerea sionistă a hotărât să fie înființată Histadrut Hagana („organizație de apărare”), supravegheată de Histadrut⁠(d), un sindicat înființat în același an de sioniști de stânga.